# Richard B. Hubbard
Richard Bennett Hubbard, Jr. (1 de novembro de 1832 — 12 de julho de 1902) foi 16º governador do Texas, de 21 de dezembro de 1876 a 21 de janeiro de 1879.